# Шато сир Шер
Шато сир Шер (фр. Château-sur-Cher) насеље је и општина у централној Француској у региону Оверња, у департману Пиј де Дом која припада префектури Риом.
По подацима из 2011. године у општини је живело 91 становника, а густина насељености је износила 7,67 становника/km². Општина се простире на површини од 11,87 km². Налази се на средњој надморској висини од 504 метара (максималној 593 m, а минималној 359 m).

## Демографија
| 1962. | 1968. | 1975. | 1982. | 1990. | 1999. | 2011. |
| ----- | ----- | ----- | ----- | ----- | ----- | ----- |
| 167   | 200   | 186   | 174   | 130   | 108   | 91    |

График промене броја становника у току последњих година